# Christine Lambrecht
Pour les articles homonymes, voir Lambrecht.
Christine Lambrecht, née le 19 juin 1965 à Mannheim, est une femme politique allemande, membre du Parti social-démocrate d'Allemagne (SPD). Elle est ministre fédérale de la Défense du 8 décembre 2021 au 19 janvier 2023.

## Carrière
Elle étudie le droit à l'université de Mannheim puis à celle de Mayence et obtient un stage au tribunal de Darmstadt.
Le 19 juin 2019, sa nomination est annoncée pour remplacer Katarina Barley au poste de ministre fédérale de la Justice et de la Protection du consommateur. Elle entre en fonction le 1er juillet.
En mai 2021, elle est nommée ministre fédérale de la Famille, des Personnes âgées, des Femmes et de la Jeunesse après la démission de Franziska Giffey et conserve ce ministère jusqu'à la fin de la législature.
Après l'élection par le Bundestag d'Olaf Scholz en tant que chancelier le 8 décembre 2021, elle est nommée ministre fédérale de la Défense, mais peine à asseoir son autorité et subit de nombreuses critiques. Elle démissionne le 16 janvier 2023 après avoir multiplié des maladresses,. Elle est remplacée par Boris Pistorius.